# Tipula berteii
Tipula berteii är en tvåvingeart som först beskrevs av Camillo Rondani 1842.  Tipula berteii ingår i släktet Tipula och familjen storharkrankar. Inga underarter finns listade i Catalogue of Life.